# Fernando Telechea
Fernando Telechea (Balcarce, Buenos Aires, Argentina, 6 de octubre de 1981) es un exfutbolista profesional Argentino que jugó como delantero.

## Trayectoria
En 2007 comenzó su carrera en Club Deportivo Norte de Mar del Plata, en 2006 pasó a Villa del Parque de Necochea, continuó en 2007 en Club Atlético Alvarado de Mar del Plata, siendo el goleador del equipo con 17 tantos y consiguiendo el ascenso al Federal A. También formó parte del plantel que perdió la categoría en la temporada siguiente.
Fue figura del Santamarina durante la temporada 2009-10, en la que su equipo llegó a disputar una promoción por el ascenso a la Primera "B" Nacional, que perdió contra la CAI. A mediados de 2010, ficha con Tigre para disputar la Primera División de Argentina donde el 10 de septiembre marca su primer gol en Primera frente a Gimnasia y Esgrima (LP) en una victoria del matador por 2 a 0.
El 12 de junio de 2014 ficha por un año y medio con Colón para afrontar la Primera B Nacional. En ese torneo logró al ascenso a Primera División y convirtió un gol en 16 encuentros. Al año siguiente volvió a jugar en Santamarina de Tandil, convirtiendo 22 tantos en 39 partidos jugados en la B Nacional.
La siguiente temporada vuelve a jugar en Primera División, esta vez en Patronato de Paraná, consiguiendo 7 goles en una temporada y media. En julio de 2017 decide no renovar su contrato y es transferido a Aldosivi de Mar del Plata.
En Aldosivi, fue figura y goleador del título de campeón conseguido por el equipo en la B Nacional y su ascenso a la Superliga. El atacante firmó su vínculo con Aldosivi el 30 de julio de 2017 en una contratación que causó revuelo, dado que el delantero estaba identificado con Alvarado (allí logró un ascenso en 2008 al Torneo Argentino "A"). Pese a las críticas de ambas hinchadas, rápidamente se ganó al simpatizante de Aldosivi: hizo dos en su debut ante Santamarina, y al cabo de 23 partidos anotó 12 goles terminando como el máximo artillero del equipo, pese a no poder jugar la final decisiva ante Almagro debido a una lesión en los meniscos de la rodilla izquierda. Ya en la Superliga, jugó 7 partidos, 5 de ellos como titular (Unión, Lanús, Tigre, San Martín de Tucumán, Banfield).
Se reitó en 2020, y continuó su carrera en ligas amateur.

## Estadísticas
| Equipo                | Temporada           | Liga  | Liga  | Copa Nacional | Copa Nacional | Copa Internacional | Copa Internacional | Total | Total |
| Equipo                | Temporada           | Part. | Goles | Part.         | Goles         | Part.              | Goles              | Part. | Goles |
| Alvarado Argentina    | 2007-08             | 31    | 17    | -             | -             | -                  | -                  | 31    | 17    |
| Alvarado Argentina    | 2008-09             | 24    | 6     | -             | -             | -                  | -                  | 24    | 6     |
| Alvarado Argentina    | Total               | 55    | 23    | -             | -             | -                  | -                  | 55    | 23    |
| Santamarina Argentina | 2009-10             | 33    | 8     | -             | -             | -                  | -                  | 33    | 8     |
| Santamarina Argentina | Promoción           | 2     | 0     | -             | -             | -                  | -                  | 2     | 0     |
| Santamarina Argentina | 2015                | 39    | 22    | 1             | 0             | -                  | -                  | 40    | 22    |
| Santamarina Argentina | 2018-19             | 5     | 3     | -             | -             | -                  | -                  | 5     | 3     |
| Santamarina Argentina | Total               | 79    | 33    | 1             | 0             | -                  | -                  | 80    | 33    |
| Tigre Argentina       | 2010-11             | 20    | 1     | -             | -             | -                  | -                  | 20    | 1     |
| Tigre Argentina       | Total               | 20    | 1     | -             | -             | -                  | -                  | 20    | 1     |
| Quilmes Argentina     | 2011-12             | 23    | 11    | -             | -             | -                  | -                  | 23    | 11    |
| Quilmes Argentina     | 2012-13             | 20    | 0     | 2             | 2             | -                  | -                  | 22    | 2     |
| Quilmes Argentina     | 2013-14             | 27    | 2     | -             | -             | -                  | -                  | 27    | 2     |
| Quilmes Argentina     | Total               | 70    | 13    | 2             | 2             | -                  | -                  | 72    | 15    |
| Colón Argentina       | 2014                | 16    | 1     | 1             | 0             | -                  | -                  | 17    | 1     |
| Colón Argentina       | Total               | 16    | 1     | 1             | 0             | -                  | -                  | 17    | 1     |
| Patronato Argentina   | 2016                | 16    | 3     | 2             | 0             | -                  | -                  | 18    | 3     |
| Patronato Argentina   | 2016-17             | 23    | 4     | 1             | 0             | -                  | -                  | 24    | 4     |
| Patronato Argentina   | Total               | 39    | 7     | 3             | 0             | -                  | -                  | 42    | 7     |
| Aldosivi Argentina    | 2017-18             | 23    | 12    | 1             | 0             | -                  | -                  | 24    | 12    |
| Aldosivi Argentina    | 2018-19             | 7     | 0     | 1             | 0             | -                  | -                  | 8     | 0     |
| Aldosivi Argentina    | Total               | 30    | 12    | 2             | 0             | -                  | -                  | 32    | 12    |
| Total en su carrera   | Total en su carrera | 296   | 89    | 9             | 2             | -                  | -                  | 317   | 92    |

## Palmarés

### Campeonatos nacionales
| Logro                      | Club     | País      | Año     |
| -------------------------- | -------- | --------- | ------- |
| Campeón Primera Nacional B | Aldosivi | Argentina | 2017-18 |